# Lhotka (okres Beroun)
Lhotka (německy Lhotka) je obec v okrese Beroun ve Středočeském kraji, na severovýchodním úpatí brdského vrcholu Plešivec, asi 7 km východně od Hořovic. Žije zde 370 obyvatel.

## Historie
První písemná zmínka o obci pochází z roku 1547.
Rozšířené pojmenování obce Lhotka v souvislosti s její polohou na úpatí Plešivce, což je rovněž velmi rozšířený název vrcholků a kopců v naší krajině. Lhotky (Lhoty, Lhůty) vznikaly na místech, kde majitel půdy, lesa povolil novým osadníkům vybudovat svá obydlí. Po určitou dobu (lhůtu) stanovenou majitelem půdy nemuseli nový osadníci odvádět dávky a účastnit se roboty. Označením plechý, plešivý, označovali naši předci protáhlé vrcholky v krajině. Další nejbližší vrcholek s tímto názvem se nachází v CHKO Český kras u obce Měňany.

## Obecní správa

### Části obce
- Lhotka (k. ú. Lhotka u Hořovic)

K obci patří také samota Janov.
Sousedními obcemi sídla jsou Hostomice, Jince a Lochovice.
V letech 1850–1869 k obci patřily Bezdědice.

### Územněsprávní začlenění
Dějiny územněsprávního začleňování zahrnují období od roku 1850 do současnosti. V chronologickém přehledu je uvedena územně administrativní příslušnost obce v roce, kdy ke změně došlo:
- 1850 země česká, kraj Praha, politický i soudní okres Hořovice[4]
- 1855 země česká, kraj Praha, soudní okres Hořovice
- 1868 země česká, politický i soudní okres Hořovice
- 1939 země česká, Oberlandrat Plzeň, politický i soudní okres Hořovice[5]
- 1942 země česká, Oberlandrat Praha, politický okres Beroun, soudní okres Hořovice[6]
- 1945 země česká, správní i soudní okres Hořovice[7]
- 1949 Pražský kraj, okres Hořovice[8]
- 1960 Středočeský kraj, okres Beroun
- 2003 Středočeský kraj, okres Beroun, obec s rozšířenou působností Hořovice

## Společnost

### Rok 1932

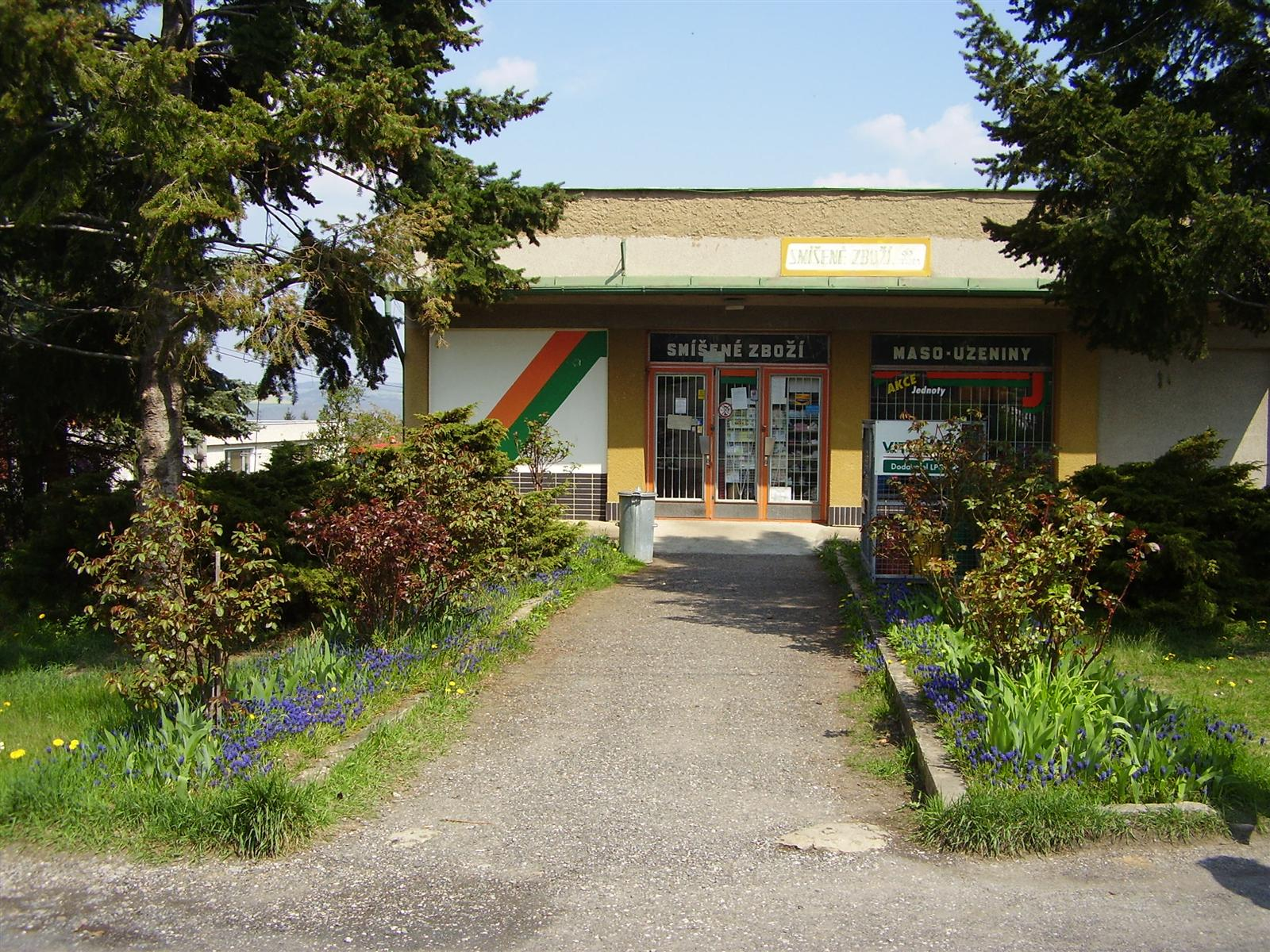
Prodejna COOP ve Lhotce

V obci Lhotka (451 obyvatel) byly v roce 1932 evidovány tyto živnosti a obchody: obchod s dobytkem, 2 hostince, krejčí, mlýn, obchod s lahvovým pivem, 5 rolníků, řezník, 4 obchody se smíšeným zbožím, trafika.

## Pamětihodnosti
Kaple svaté Anny, na okraji obce Lhotka u silnice směrem na Radouš. Z místa je vyhlídka na hřeben Brd, Hostomice, Neumětely, vysílač Cukrák a okraj Prahy. Brzy po ukončení první světové války byl postaven pomník památce padlých, k němuž byla v roce 1946 připevněna deska se jmény obětí německé okupace. Pomník je umístěn ve středu obce na okraji dětského hřiště.
Obec je vhodné výchozí místo pro cykloturistiku a turistiku v Brdech na úpatí Plešivce (na vrcholu keltské hradiště, dále paleontologická prvohorní oblast Barrandienu). Kromě Plešivce můžete navštívit Plešivecké jezírko, údolí řeky Litavky s náhony k vodním mlýnům (hamrům), lužní les v okolí rybníka Brod. Informace a mapu s turistickými stezkami najdete na návsi u dětského hřiště.

## Doprava

### Dopravní síť
Do obce vede silnice III. třídy. Železniční trať ani stanice či zastávka na území obce nejsou.

### Autobusová doprava 2024
Autobusovou dopravu v obci Lhotka zajišťuje společnost Arriva Střední Čechy. Obec je součástí Pražské integrované dopravy (PID). V obci se nachází zastávka Lhotka. Autobusová linka 640 propojuje Čenkov, Jince, Běštín, Hostomice, Lhotku, Lochovice, Libomyšl, Chodouň a Zdice.